# It Came from Beneath the Sea
It Came from Beneath the Sea és una pel·lícula de terror estatunidenca en blanc i negre del 1955 dirigida per Robert Gordon, produïda per Clover Productions, Inc. i distribuïda per Columbia Pictures. Hi apareix un pop gegant creat per Ray Harryhausen. El context de la pel·lícula la situa en la preocupació per la por a la pluja radioactiva.
L'argument segueix l'esquema argumentatiu proposat per Noel Carroll:
- Primer: La presència del monstre queda establida
- Segon: El monstre es descobert per algú sense que es considere el poder del monstre.
- Tercer: Els descobridors tracten de convèncer els altres de l'existència del monstre. Durant aquest temps el monstre avança en el desenvolupament del seu comportament.
- Quart i últim: La confrontació amb el monstre.

## Repartiment
- Kenneth Tobey com a Commander Pete Mathews
- Faith Domergue com a Dr. Lesley Joyce
- Donald Curtis com a Dr. John Carter
- Ian Keith com a Admiral Burns
- Dean Maddox Jr. com a Admiral Norman
- Chuck Griffiths com a Griff
- Harry Lauter com a Bill Nash
- Richard W. Peterson com a Captain Stacy
- Del Courtney com a Robert Chase
- Tol Avery com a Navy intern
- Ray Storey com a Reporter
- Rudy Puteska com a Hall
- Jack Littlefield com a Aston
- Ed Fisher com a McLeod
- Jules Irving com a King[2]

## Equip tècnic
- Director de fotografia: Henry Freulich
- Guionistes: George Worthing Yates, Hal Smith i
- Productor: Charles H. Schneer
- Productor executiu: Sam Katzman
- Editor de la pel·lícula: Jerome Thoms
- Director musical: Mischa Bakaleinikoff
- Director artístic: Paul Palmentola
- Efectes tècnics creats per Ray Harryhausen
- Efectes especials: Jack Erickson
- Decordació: Sidney Clifford
- Tècnic de so: Josh Westmoreland
- Tècnic d'electricitat: Leon Chooluck[2]

## Anàlisi
La científica Dr. Lesley Joyce es representada com una dona intel·ligent i sexi.
El missatge de la pel·lícula és contrari a la guerra.

## Producció
Els efectes stop-motion del pop foren dissenyats i animats per Ray Harryhausen. El pressupost per als efectes s'estava quedant limitat pel que Sam Katzman permeté suficient diners a Harryhausen per a animar sis dels vuit tentacles; dos foren eliminats per a la miniatura de la filmació final. Harryhausen va anomenar de broma el pop "sixtopus" (aquest detall fou revelat anys després en una revista de ciència-ficció). Per a les escenes on un sol tentacle es veu movent-se amunt i avall del pont, Harryhausen utilitzà un sol model de tentacle en compte d'utilitzar tot el model. Algunes de les escenes del pont utilitzen una miniatura del suport del pont, el qual fou creat en postproducció sobre material filmat del suport real; aquesta és la secció del pont en la que el "sixtopus" es veu agarrar-se en l'escena final.